# ميرا فورلان
ميرا فورلان (بالإنجليزية: Mira Furlan)‏ (و. 1955م – م) هي ممثلة من كرواتيا . ولدت في زغرب.

## روابط خارجية
- ميرا فورلان على موقع IMDb (الإنجليزية)
- ميرا فورلان على موقع ألو سيني (الفرنسية)
- ميرا فورلان على موقع ميوزك برينز (الإنجليزية)
- ميرا فورلان على موقع أول موفي (الإنجليزية)
- ميرا فورلان على موقع قاعدة بيانات الأفلام السويدية (السويدية)
- ميرا فورلان على موقع إن إن دي بي (الإنجليزية)
- ميرا فورلان على موقع ديسكوغز (الإنجليزية)
- ميرا فورلان على موقع قاعدة بيانات الفيلم (الإنجليزية)
- ميرا فورلان على موقع كينوبويسك (الروسية)